# Passiflora leschenaultii
Passiflora leschenaultii är en passionsblomsväxtart som beskrevs av Dc.. Passiflora leschenaultii ingår i släktet passionsblommor, och familjen passionsblomsväxter. Inga underarter finns listade i Catalogue of Life.